# Гаркави, Авраам Яковлевич
Авраа́м (Альбе́рт) Я́ковлевич Гарка́ви (ивр. אברהם אליהו הרכבי‎; 17 (29) октября 1839, Новогрудок, Минская губерния — 15 марта 1919, Петроград) — русский востоковед и гебраист, библиотекарь

. Действительный статский советник.

## Биография
Родился в Новогрудке Минской губернии в семье раввина Якова Гаркави и Двойры Вейсбрем. Учился в раввинском училище и на Восточном факультете Санкт-Петербургского университета (1863). В 1868 году получил степень магистра истории Востока за диссертацию «Сказания мусульманских писателей о славянах и русских», в 1872 году защитил докторскую на тему «О первоначальном обиталище семитов, индоевропейцев и хамитов».
Работал в императорской Публичной библиотеке в Санкт-Петербурге (1872—1919): заведовал отделением еврейских книг, занимался разбором и описанием коллекции Авраама Фирковича. Совместно с Г. Штраком составил на немецком языке каталог библейских рукописей «первого собрания» коллекции Фирковича. Печатался в «Санкт-Петербургских ведомостях», «Записках Русского археологического общества», «Еврейской библиотеке», «Еврейском обозрении», «Журнале Министерства народного просвещения», других и зарубежных изданиях. Автор статей в «Еврейской энциклопедии» и «Энциклопедическом словаре Брокгауза и Ефрона».
Награждён потомственным дворянским титулом Российской империи (1901).
Был членом правления Петербургской еврейской общины, членом хозяйственного комитета, габаем Большой хоральной синагоги Санкт-Петербурга. Похоронен на Еврейском кладбище в Санкт-Петербурге.

## Членство в известных научных обществах России и за рубежом
- Русское археологическое общество (Секретарь востоковедческого отделения)
- Общество любителей естествознания, антропологии и этнографии при Московском университете
- Общество востоковедения в Санкт-Петербурге
- Одесское общество истории и древностей
- Русское географическое общество[6]
- Саратовская ученая археологическая комиссия
- Европейское историко-этнографическое общество
- Королевская академия истории в Мадриде
- Научно-историческое общество в Будапеште
- Эллинское филологическое общество в Константинополе
- Испанское королевское общество ордена Изабеллы Католической

## Награды
- Орден Владимира 4-й степени
- Орден Анны 2-й и 3-й степеней
- Орден Святого Станислава 2-й и 3-й степеней
- Кавалерский крест Изабеллы Католической (Испания)
- Медаль «В память царствования императора Александра III»[7]

## Избранное
- Сказания мусульманских писателей о славянах и русских (1870).
- О первоначальном обиталище семитов, индоевропейцев и хамитов (1872).
- Сказания еврейских писателей о хазарах и Хазарском царстве (1874).